# Lijst van voetbalinterlands Noord-Ierland - Slowakije
Deze lijst van voetbalinterlands is een overzicht van alle officiële voetbalwedstrijden tussen de nationale teams van Noord-Ierland en Slowakije. De landen speelden tot op heden vijf keer tegen elkaar. De eerste ontmoeting, een vriendschappelijke wedstrijd, werd gespeeld in Belfast op 25 maart 1998. Het laatste duel, een play-offduel voor kwalificatie voor het Europees kampioenschap voetbal 2020, vond plaats op 12 november 2020 in de Noord-Ierse hoofdstad.

## Wedstrijden
| № | Plaats     | Datum            | Competitie           | Wedstrijd                 | Uitslag |
| - | ---------- | ---------------- | -------------------- | ------------------------- | ------- |
| 1 | Belfast    | 25 maart 1998    | Vriendschappelijk    | Noord-Ierland – Slowakije | 1 – 0   |
| 2 | Bratislava | 6 september 2008 | WK 2010 kwalificatie | Slowakije – Noord-Ierland | 2 – 1   |
| 3 | Belfast    | 9 september 2009 | WK 2010 kwalificatie | Noord-Ierland – Slowakije | 0 – 2   |
| 4 | Trnava     | 4 juni 2016      | Vriendschappelijk    | Slowakije – Noord-Ierland | 0 – 0   |
| 5 | Belfast    | 12 november 2020 | EK 2020 kwalificatie | Noord-Ierland – Slowakije | 1 – 2   |
| 6 | Belfast    | 10 oktober 2025  | WK 2026 kwalificatie | Noord-Ierland – Slowakije | −       |
| 7 | Košice     | 14 november 2025 | WK 2026 kwalificatie | Slowakije – Noord-Ierland | −       |

## Samenvatting
| Competitie        | Totaal gespeeld | Winst Noord-Ierland | Gelijk | Winst Slowakije | Doelsaldo Noord-Ierland – Slowakije |
| ----------------- | --------------- | ------------------- | ------ | --------------- | ----------------------------------- |
| WK-kwalificatie   | 2               | 0                   | 0      | 2               | 1 − 4                               |
| EK-kwalificatie   | 1               | 0                   | 0      | 1               | 1 − 2                               |
| Vriendschappelijk | 2               | 1                   | 1      | 0               | 1 − 0                               |
| Totaal            | 5               | 1                   | 1      | 3               | 3 − 6                               |

## Details

### Eerste ontmoeting
| Vriendschappelijk (Belfast, Noord-Ierland, 25 maart 1998):       |       |           |
| Noord-Ierland                                                    | 1 – 0 | Slowakije |
| Steve Lomas 51'                                                  | goals |           |
| - Debuut van Aaron Hughes (Newcastle United) voor Noord-Ierland. |       |           |

### Tweede ontmoeting
| WK 2010 kwalificatie (Bratislava, Slowakije, 6 september 2008): |       |                       |
| Slowakije                                                       | 2 – 1 | Noord-Ierland         |
| Martin Škrtel 46' Marek Hamšík 70'                              | goals | 81' (e.d.) Ján Ďurica |

### Derde ontmoeting
| WK 2010 kwalificatie (Belfast, Noord-Ierland, 9 september 2009): |       |                                        |
| Noord-Ierland                                                    | 0 – 2 | Slowakije                              |
|                                                                  | goals | 15' Stanislav Šesták 66' Filip Hološko |

### Vierde ontmoeting
| Vriendschappelijk (Trnava, Slowakije, 4 juni 2016):                             |       |               |
| Slowakije                                                                       | 0 – 0 | Noord-Ierland |
|                                                                                 | goals |               |
| - Honderdste interland van Aaron Hughes (Melbourne City FC) voor Noord-Ierland. |       |               |

### Vijfde ontmoeting
| EK 2020 kwalificatieplay-off (Belfast, Noord-Ierland, 12 november 2020):    |                    |                                   |
| Noord-Ierland                                                               | 1 – 2 n.v. (1 – 1) | Slowakije                         |
| Milan Škriniar 88' (e.d.)                                                   | goals              | 17' Juraj Kucka 110' Michal Ďuriš |
| - Vijftigste interland van Stuart Dallas (Leeds United) voor Noord-Ierland. |                    |                                   |